# Heavy metal
Heavy metal (hay viết tắt là metal) là thể loại nhạc rock phát triển vào cuối thập niên 1960 và đầu thập niên 1970, chủ yếu ở hai thị trường Vương quốc Liên hiệp Anh và Hoa Kỳ. Với nguồn gốc từ blues rock, psychedelic rock và acid rock, các ban nhạc heavy metal xây dựng âm thanh dày và đồ sộ, đặc trưng bởi tiếng guitar có hiệu ứng distortion, các khúc guitar solo mở rộng, nhịp phách và âm lượng mạnh mẽ.
Năm 1968, ba nhóm tiên phong của thể loại này, gồm các ban nhạc người Anh Led Zeppelin, Black Sabbath và Deep Purple được thành lập. Dẫu thu hút được số đông khán giả, họ thường bị giới phê bình chế nhạo. Một số ban nhạc người Mỹ đã điều chỉnh heavy metal thành hình thức dễ đón nhận hơn ở thập niên 1970: âm thanh thô, mỏng và shock rock của Alice Cooper và Kiss; nhạc rock gốc từ blues của Aerosmith; và những câu đàn lead guitar và party rock hào nhoáng của Van Halen. Ở giữa thập niên 1970, Judas Priest giúp thúc đẩy sự phát triển của dòng nhạc bằng cách loại bỏ phần lớn ảnh hưởng từ blues, còn Motörhead trình bày hơi thở của punk rock và tăng cường nhấn mạnh vào tốc độ. Bắt đầu vào cuối thập niên 1970, các ban nhạc nằm trong trào lưu làn sóng heavy metal mới của Anh như Iron Maiden và Saxon cũng đi theo xu thế tương tự. Tính đến cuối thập niên ấy, người hâm mộ heavy metal được biết tới với biệt hiệu "metalhead" hay "headbanger". Ca từ của một vài tiểu thể loại metal gắn liền với sự kích động và cường điệu nam tính - vấn đề đôi khi dẫn tới các cáo buộc kỳ thị nữ giới.
Ở thập niên 1980, glam metal trở nên phổ biến với các nhóm nhạc như Bon Jovi, Mötley Crüe và Poison. Tuy nhiên, trong khi đó thị trường underground đã cho ra đời hàng loạt phong cách kích động hơn: thrash metal thâm nhập vào thị trường đại chúng với các ban nhạc như Metallica, Slayer, Megadeth và Anthrax, còn những tiểu thể loại extreme khác như death metal và black metal đã và đang là hiện tượng tiểu văn hóa. Kể từ giữa thập niên 1990, những phong cách đại chúng đã mở rộng định nghĩa về dòng nhạc. Trong số này có groove metal và nu metal, riêng nu metal thường kết hợp các yếu tố của grunge và hip-hop.

## Đặc điểm
Heavy metal có đặc trưng truyền thống là tiếng guitar có hiệu ứng distortion ầm, nhịp mạnh, tiếng bass-and-drum dày đặc và giọng hát nội lực. Các tiểu thể loại heavy metal nhấn mạnh, thay đổi hoặc lược bỏ một hoặc nhiều đặc tính kể trên. Trong một bài viết viết vào năm 1988, nhà phê bình Jon Pareles của The New York Times viết: "Trong phân loại âm nhạc đại chúng, heavy metal là một phân nhánh lớn của hard-rock—loại có ít đảo phách hơn, ít chất blues hơn, nghệ thuật phô diễn hơn và bạo lực hơn." Đội hình ban nhạc thường gồm một tay trống, một tay bass, một tay rhythm guitar, một tay lead guitar và một ca sĩ (có thể chơi nhạc cụ hoặc không). Đôi khi nhạc cụ keyboard được dùng để tăng cường độ dày của âm thanh. Jon Lord của Deep Purple sử dụng cây đàn Hammond organ có hiệu ứng distortion. Năm 1970, John Paul Jones sử dụng cây đàn Moog synthesizer trong Led Zeppelin III. Đến thập niên 1990, đàn synthesizer được sử dụng ở "hầu hết mọi tiểu thể loại heavy metal".

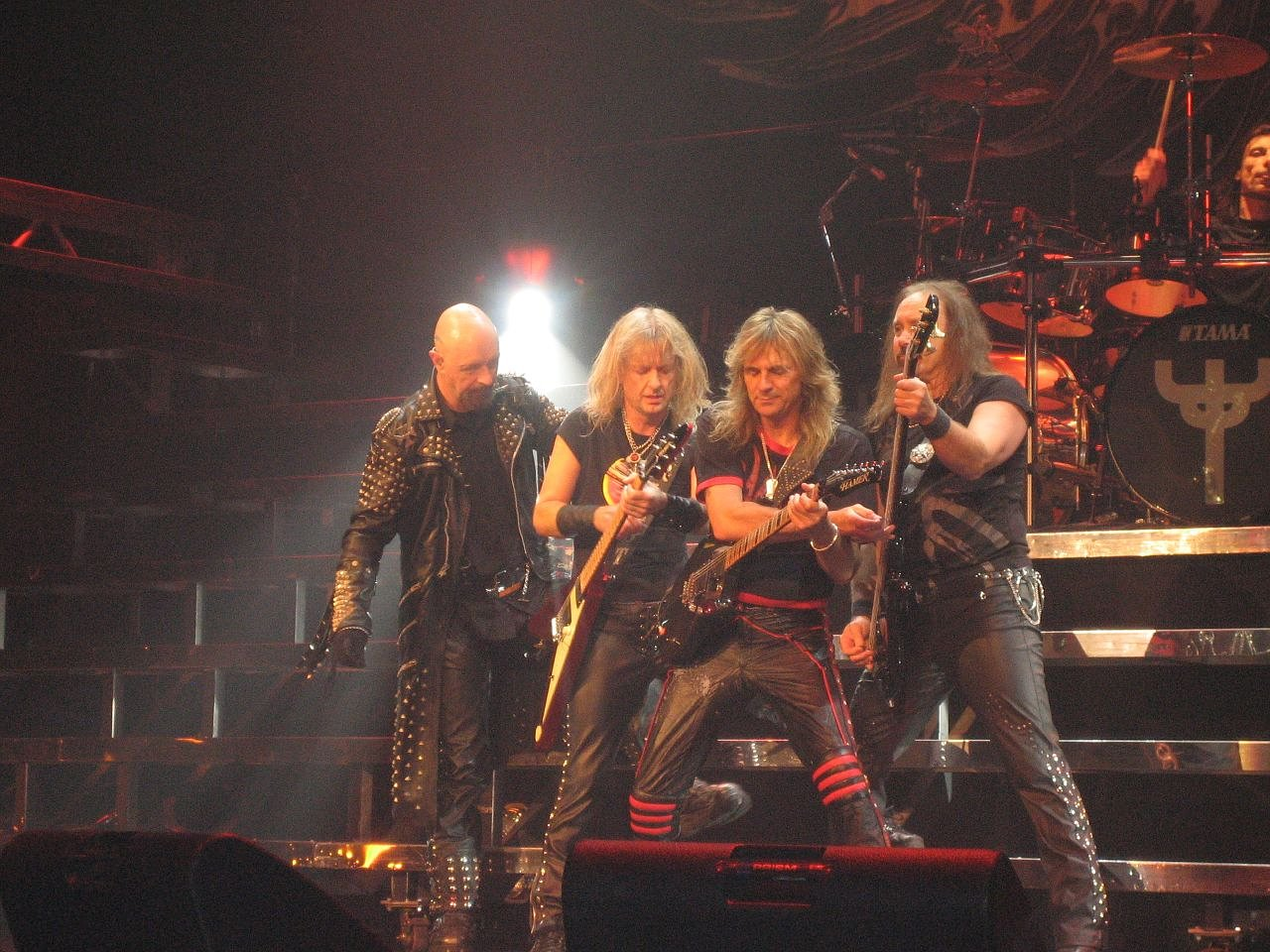
Judas Priest biểu diễn vào năm 2005

Guitar điện và năng lượng âm thanh mà cây đàn tạo ra thông qua bộ âm ly được xem là yếu tố chủ đạo trong lịch sử heavy metal. Tiếng guitar của heavy metal đến từ sử dụng kết hợp âm lượng lớn và dùng fuzz nhiều. Ở những tông guitar của heavy metal cổ điển, nghệ sĩ guitar duy trì độ khuếch đại ở mức trung bình mà không cần bộ tiền âm ly thừa hay bàn đạp biến âm, nhằm giữ không gian và không khí mở trong âm nhạc. Âm ly guitar được bật to để tạo đặc tính "punch và grind". Tông guitar của dòng thrash metal lấy tần số trung bình và âm thanh bị nén chặt với nhiều tần số âm trầm. Guitar solo là "yếu tố thiết yếu trong quy tắc của heavy metal... nhấn mạnh tầm quan trọng của guitar" đối với dòng nhạc. Hầu hết các bài hát heavy metal "có tối thiểu một khúc guitar solo" - là "phương tiện chính để mà các nghệ sĩ biểu diễn heavy metal thể hiện kỹ thuật thượng thừa". Một vài ngoại lệ là các ban nhạc nu metal và grindcore với xu hướng lược bỏ guitar solo. Với các phần rhythm guitar, "tiếng ghiền nặng trong heavy metal... [được tạo ra bởi] kỹ thuật palm mute" lên dây đàn bằng ngón gẩy và sử dụng distortion. Palm mute tạo ra âm thanh chính xác và chặt chẽ hơn, nhấn mạnh dải âm low end.
Vai trò chính của guitar trong heavy metal thường xung đột với vai trò "gương mặt chính" hay thủ lĩnh ban nhạc của giọng ca chính, tạo nên tính căng thẳng trong âm nhạc khi cả hai "tranh quyền thống trị" trên tinh thần "ganh đua bác ái". Heavy metal "đòi hỏi giọng hát phải quy theo" âm thanh chung của ban nhạc. Nhằm phản ánh nguồn gốc của metal ở văn hóa phản kháng thập niên 1960, giọng hát cần "thể hiện cảm xúc triệt để" như một dấu hiệu của tính xác thực. Nhà phê bình Simon Frith cho rằng "tông giọng" của ca sĩ hát nhạc metal quan trọng hơn là phần lời.
Vai trò nổi bật của bass ‍còn là chìa khóa cho âm thanh của nhạc metal, sự phối hợp giữa bass và guitar là yếu tố trọng tâm. Bass mang đến âm thanh low-end để biến phần nhạc thêm "nặng". Bass đóng "vai trò quan trọng trong heavy metal hơn bất kỳ thể loại rock nào khác". Những câu bass trong nhạc metal có độ phức tạp đa dạng, từ việc giữ âm nền thấp làm nền tảng để tăng cường gấp đôi các câu riff và lick phức tạp cùng với phần lead hoặc rhythm guitar. Một vài ban nhạc lấy bass làm nhạc cụ chính, phương án ấy phổ biến nhờ Cliff Burton của Metallica khi anh cực kỳ chú trọng chơi các câu solo trên bass và sử dụng hợp âm trên cây bass ở đầu thập niên 1980. Lemmy của Motörhead thường chơi hợp âm năm có dùng distortion trong các câu đàn bass.
Bản chất của tiếng trống heavy metal là tạo ra nhịp đập ầm ĩ, dồn dập cho ban nhạc, sử dụng "tổ hợp ba thứ là tốc độ, sức mạnh và độ chính xác". Tiếng trống heavy metal "đòi hỏi lượng sức bền phi thường", và các tay trống phải phát triển "tốc độ, sự phối hợp và khéo léo đáng kể... để đánh những mẫu hình phức tạp" sử dụng trong heavy metal. Kỹ thuật chơi trống đặc trưng của metal là cymbal choke - gồm đập một cái chũm chọe và rồi ngay lập tức lấy tay kia giữ yên nó bằng (hoặc trong một số trường hợp là bằng chính tay đập), tạo ra âm vang rền. Bộ trống trong metal thường lớn hơn nhiều so với những bộ trống dùng trong các loại hình nhạc rock khác. Black metal, death metal và một vài ban nhạc "mainstream metal" "đều phụ thuộc vào double-kick và blast beat".

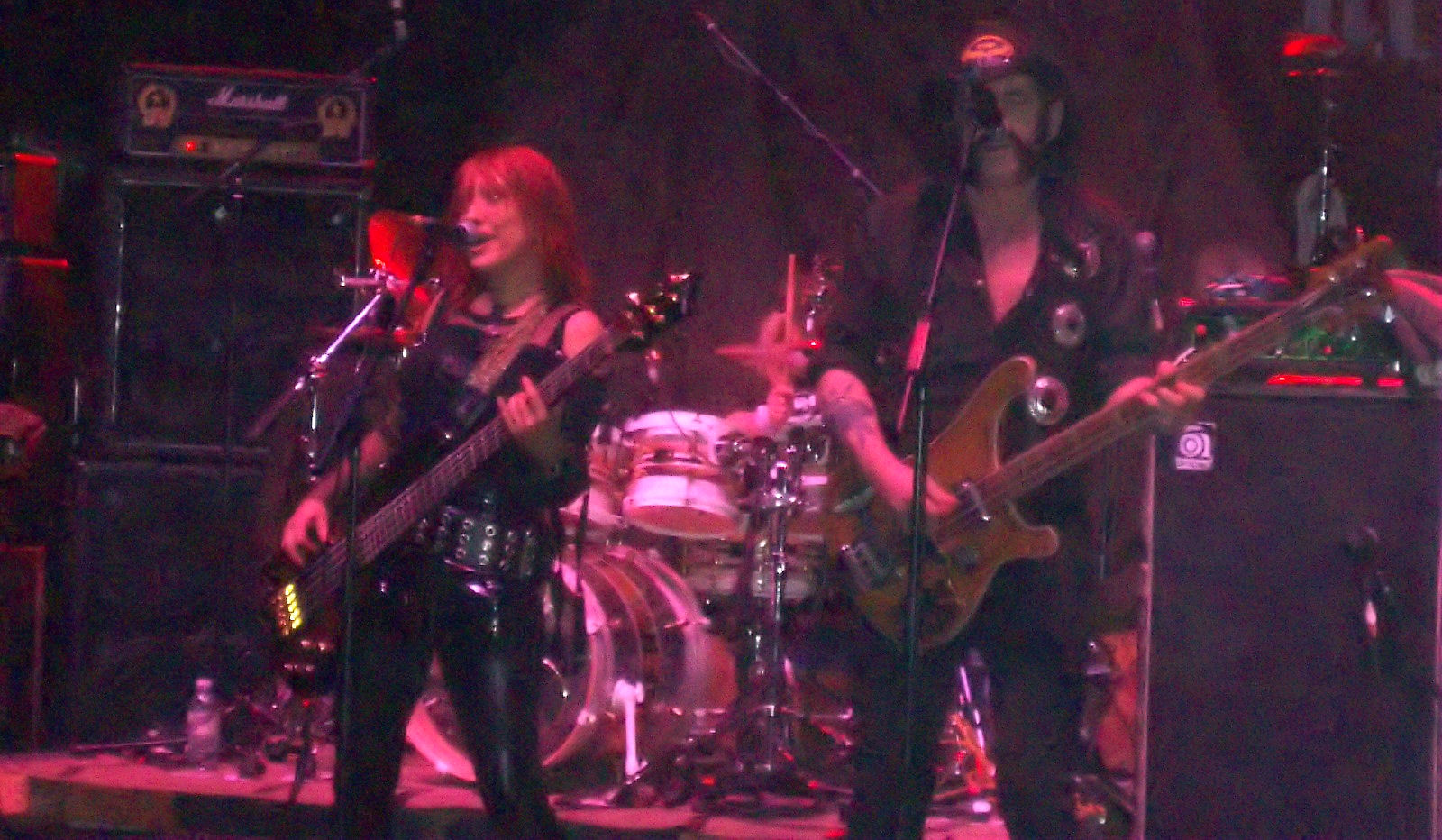
Enid Williams từ nhóm Girlschool và Lemmy từ nhóm Motörhead diễn trực tiếp vào năm 2009. Quan hệ gắn kết hai ban nhạc bắt đầu vào thập niên 1980 và vẫn sâu sắc ở thập niên 2010.

Trong biểu diễn trực tiếp, độ ầm ĩ – tức "công phá âm thanh" theo miêu tả của nhà xã hội học Deena Weinstein – được xem là yếu tố không thể thiếu. Trong cuốn sách Metalheads, nhà tâm lý học Jeffrey Arnett ví các buổi hòa nhạc heavy metal là "mang cảm giác tương đương với chiến trận". Tiếp nối sự dẫn dắt của Jimi Hendrix, Cream và the Who, các nghệ sĩ heavy metal đời đầu như Blue Cheer đã đặt ra những chuẩn mực âm lượng mới. Như Dick Peterson của Blue Cheer chia sẻ: "Tất cả những gì bọn tôi biết là bọn tôi muốn nhiều sức mạnh hơn." Một bài đánh giá buổi hòa nhạc của Motörhead vào năm 1977 lưu ý cách mà "âm lượng cực khủng đã thể hiện tác động của ban nhạc cụ thể ra sao". Weinstein cho rằng tương tự như giai điệu là yếu tố chính của nhạc pop còn nhịp điệu là trọng tâm chính của nhạc house, âm thanh, âm sắc và âm lượng mạnh mẽ là những yếu tố chủ chốt của metal. Cô nhận định rằng độ ầm ĩ được tạo ra để "cuốn thính giả vào âm thanh" và mang đến "sinh khí của tuổi trẻ".
Trước thập niên 1980, các nghệ sĩ trình diễn heavy metal có xu hướng gần như bị nam giới chi phối. Cho đến khoảng giữa thập niên 1980, một vài ngoại lệ như Girlschool đã xuất hiện. Tuy nhiên đến thập niên 2010, phụ nữ đang tạo ra nhiều tác động hơn, và Craig Hayes của PopMatters nhận xét rằng nhạc metal "rõ ràng đang làm tăng cường quyền của nữ giới". Trong các tiểu thể loại power metal and symphonic metal, có một số lượng lớn các ban nhạc chọn phụ nữ làm ca sĩ chính như Nightwish, Delain và Within Temptation.

### Ngôn ngữ âm nhạc

#### Nhịp điệu và tiết tấu

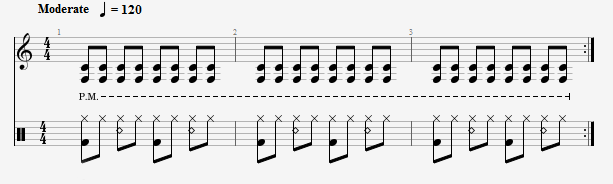
Ví dụ về mẫu nhịp sử dụng trong heavy metal. Khuông nhạc phía trên là phần chơi rhythm guitar với kỹ thuật palm-mute. Khuông nhạc dưới là phần chơi trống.

Nhịp trong các bài hát metal rất mạnh mẽ với những chỗ nhấn âm có chủ đích. Weinstein nhận xét rằng dải hiệu ứng âm thanh lớn dành cho các tay trống chơi metal khiến cho "mẫu hình nhịp thêm phần phức tạp với tính nhất quán và điều khiển mạnh mẽ". Ở nhiều bài hát heavy metal, phần groove chính có đặc điểm là những nhịp ngắn hai- hoặc ba-nốt – thường được cấu thành từ nốt móc đơn hoặc nốt móc kép. Những nhịp này thường được trình bày kèm với một đoạn ngắt âm - được tạo ra nhờ sử dụng kỹ thuật palm-mute trên rhythm guitar.
Những tế bào nhịp ngắn gọn, đột ngột và rời rạc được nối thành các cụm nhịp với kết cầu đặc biệt, mà thường là giật cục. Những cụm nhịp này được dùng để tạo ra phần đệm nhịp và hình nhịp giai điệu gọi là riff - giúp xây dựng các câu hook liên quan. Các bài hát heavy metal còn sử dụng hình nhịp dài hơn như hợp âm nốt tròn- hoặc dấu chấm dôi ở các bản nhạc power ballad nhịp chậm. Tiết tấu trong nhạc heavy metal sơ khai có xu hướng "chậm, thậm chí là nặng nền". Tuy nhiên đến cuối thập niên 1970, các ban nhạc metal đã sử dụng nhiều loại nhịp khác nhau, và gần đây nhất vào những năm 2000, nhịp nhạc metal trải dài từ nhịp ballad chậm (nốt đen = 60 phách/phút) cho tới nhịp blast beat cực kỳ nhanh (nốt đen = 350 phách/phút).

#### Hòa âm
Một đặc trưng của thể loại này là hợp âm năm trên guitar. Về mặt kỹ thuật, hợp âm năm tương đối đơn giản: nó chỉ gồm một quãng chính, thường là quãng năm đúng, song quãng tám có thể được thêm để nhân đôi hợp âm chủ. Khi đánh hợp âm năm trên dây đàn thấp hơn ở âm lượng lớn và cùng với distortion, có thể tạo ra âm tần số thấp bổ sung, bổ sung thêm "sức nặng của âm thanh" và tạo nên hiệu ứng "năng lượng áp đảo". Dẫu cho quãng năm đúng là phổ biến nhất với hợp âm năm, song hợp âm năm cũng dựa trên các quãng khác như quãng ba thứ, quãng ba trưởng, quãng bốn đúng, quãng năm giảm hoặc quãng sáu thứ. Đa số hợp âm năm được trình tấu với cách sắp xếp vị trí ngón tay nhất quán, để có thể dễ dàng trượt ngón lên và xuống trên phím đàn.

#### Cấu trúc hòa âm điển hình
Heavy metal thường được dựa trên các câu riff với ba đặc điểm hòa âm chính: tiến trình âm giai điệu thức, quãng tam cung và tiến trình nửa cung, và sử dụng các âm nền. Heavy metal truyền thống có xu hướng sử dụng các âm giai điệu tính, đặc biệt là điệu tính Aeolia và điệu tính Phrygia. Về mặt hòa âm mà nói, thể loại này thường kết hợp các tiến trình hợp âm điệu tính như tiến trình Aeolia I-♭VI-♭VII, I-♭VII-(♭VI), or I-♭VI-IV-♭VII và tiến trình Phrygia, ngầm thể hiện quan hệ giữa I và ♭II (ví dụ như I-♭II-I, I-♭II-III hay I-♭II-VII). Quan hệ âm giai bảy nốt hoặc quãng tam cung với âm sắc căng thẳng được sử dụng trong một số tiến trình hợp âm nhạc metal. Bên cạnh việc sử dụng quan hệ hòa âm điệu tính, heavy metal cũng sử dụng "âm giai ngũ cung và nhạc lý gốc blues".
Quãng tam cung (quãng dài tới ba cung – ví dụ như từ Đô tới Fa#) được các chuyên gia âm nhạc thòi Trung Cổ và thời Khai sáng nhận xét là cực kỳ nghịch tai và bất ổn. Nó thường có biệt danh là diabolus in musica – "ác quỷ trong âm nhạc".
Các bài hát heavy metal sử dụng dày đặc âm nền làm cơ sở hòa âm. Âm nền là tông điệu duy trì liên tục, thường là ở dải âm trầm, trong đó có ít nhất là một hòa âm lạ (ví dụ như quãng nghịch) ở những đoạn nhạc khác. Theo Robert Walser, quan hệ hòa âm của heavy metal "thường khá phức tạp" và phép phân tích hòa âm do các nghệ sĩ và giáo viện dạy nhạc metal thực hiện "thường cực kỳ rắc rối". Trong nghiên cứu về cấu trúc hợp âm heavy metal, giới học giả kết luận rằng "nhạc heavy metal thể hiện độ phức tạp lớn hơn nhiều" so với góc nhìn của các nhà nghiên cứu âm nhạc khác.

#### Quan hệ với nhạc cổ điển

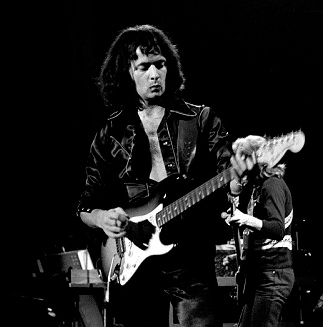
Ritchie Blackmore (sáng lập Deep Purple và Rainbow) nổi danh với cách tiếp cận tân cổ điển (neoclassical) trong lối trình diễn trên guitar.

Robert Walser nhận định rằng, cùng với nhạc blues và R&B, "tập hợp các phong cách âm nhạc khác nhau được gọi... là 'nhạc cổ điển'" đã có tác động lớn đến heavy metal từ những ngày đầu của dòng nhạc, và "đa số các nhạc sĩ giàu ảnh hưởng nhất [của nhạc metal] là những nghệ sĩ guitar cũng theo học nhạc cổ điển. Nhờ phóng tác và áp dụng các nguyên mẫu nhạc cổ điển mà họ đã khơi dậy sự phát triển một loại kỹ thuật thượng thừa [và] thay đổi mới của cổ điển trong ngôn ngữ hòa âm và giai điệu của heavy metal."
Ở một bài báo viết cho Grove Music Online, Walser bình luận rằng "thập niên 1980 mang đến... đông đảo sự phóng tác các tiến trình hợp âm và kỹ thuật chơi xuất chúng từ các nguyên mẫu của châu Âu từ thế kỷ 18, đặc biệt là Bach và Antonio Vivaldi, đến từ các nghệ sĩ guitar giàu ảnh hưởng như Ritchie Blackmore, Marty Friedman, Jason Becker, Uli Jon Roth, Eddie Van Halen, Randy Rhoads và Yngwie Malmsteen." Kurt Bachmann của nhóm Believer cho rằng "nếu làm đúng cách thì nhạc metal và cổ điển khá là hợp nhau. Nhạc cổ điển và metal có thể là hai thể loại có nhiều điểm chung nhất khi nhắc đến cảm âm, kết cấu, độ sáng tạo."
Tuy một số nhạc sĩ metal thường nhắc đến các nhà soạn nhạc làm cảm hứng, nhạc cổ điển và metal có gốc rễ ở nhiều truyền thống và thực hành văn hóa khác nhau – nhạc cổ điển theo truyền thống nhạc nghệ thuật, còn metal thì theo truyền thống nhạc đại chúng. Như chuyên gia âm nhạc Nicolas Cook và Nicola Dibben lưu ý: "Đôi khi những phép phân tích âm nhạc đại chúng tiết lộ ảnh hưởng của 'truyền thống nghệ thuật.' Ví dụ là việc Walser liên hệ nhạc heavy metal với các hệ tưởng, thậm chí là một vài thực hành diễn tấu của chủ nghĩa lãng mạn ở thế kỷ 19. Tuy nhiên, sẽ là cực kỳ nhầm lẫn nếu cho rằng những truyền thống như nhạc blues, rock, heavy metal, rap hay dance đa phần xuất phát từ "nhạc nghệ thuật.'"

### Chủ đề ca từ
Theo David Hatch và Stephen Millward, Black Sabbath và nhiều ban nhạc heavy metal hậu bối được họ truyền cảm hứng chú trọng viết phần ca từ về "đề tài đen tối u uất ở mức độ chưa từng có tiền lệ ở bất kỳ loại nhạc pop nào." Họ trích ví dụ ở album thứ hai Panoid (1970) của Black Sabbath, album "đưa vào những bài hát nói về chấn thương tâm lý - 'Paranoid' và 'Fairies Wear Boots' (bài này mô tả tác dụng phụ đáng sợ của sử dụng ma túy), cũng như những bài về các vấn đề nghiêm trọng hơn, như hai bài tự diễn giải 'War Pigs' và 'Hand of Doom.'" Xuất phát từ gốc rễ ở nhạc blues, tình dục là một đề tài quan trọng nữa trong heavy metal. Chủ đề ấy trải dài từ phần lời ca khúc có tính gợi mở của Led Zeppelin cho đến những câu từ phản cảm hơn của các ban nhạc glam metal và nu metal.

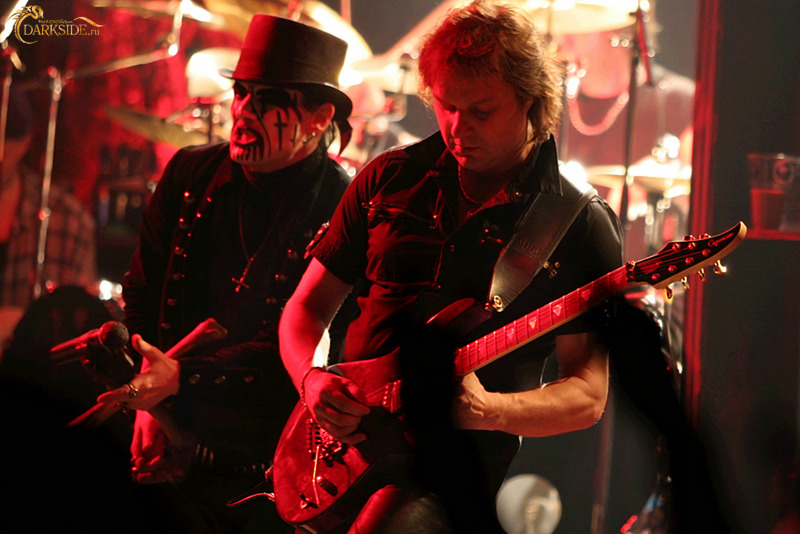
King Diamond nổi danh nhờ sáng tác ca từ chủ đề về truyện kinh dị.

Từ lâu, nội dung chủ đề của heavy metal đã trở thành đề tài bị chỉ trích. Theo lời Jon Pareles: "Đối tượng chủ đề chính của heavy metal vừa đơn giản vừa phổ biến. Với tiếng khịt ngắn, rền rĩ và phần lời ca khúc dưới văn học, dòng nhạc tôn vinh ... một bữa tiệc không giới hạn... Điểm chính của phần nhạc thì theo lối cách cách điệu và không theo khuôn khổ nào." Các nhà phê bình âm nhạc thường phê phán phần ca từ của nhạc metal là dành cho thanh thiếu niên và tầm thường. Một bộ phận khác thì phản đối khi cho rằng thể loại ủng hộ kỳ thị nữ giới và giáo phái. Ở thập niên 1980, the Trung tâm nguồn âm nhạc của phụ huynh (tiếng Anh: Parents Music Resource Center, viết tắt là PMRC) nộp đơn thỉnh cầu Quốc hội Hoa Kỳ quản lý ngành công nghiệp âm nhạc đại chúng do nhóm khẳng định rằng phần lời các bài hát đáng bị lên án, đặc biệt trong những bài nhạc heavy metal. Andrew Cope cho rằng những phát ngôn chỉ ra phần lời bài hát heavy metal có yếu tố kỳ thị phụ nữ đúng là "quá lầm lạc", vì những nhà phê bình này "không chú ý đến quá nhiều bằng chứng cho thấy điều ngược lại". Nhà phê bình Robert Christgau xem nhạc metal là "phương thức biểu đạt mà đôi khi sẽ vẫn tồn tại, chừng nào những chàng trai da trắng bình thường còn sợ gái, tự thương hại mình và được phép nổi cơn thịnh nộ chống lại thế giới mà họ sẽ chẳng bao giờ đánh bại nổi".
Những nghệ sĩ heavy metal phải bảo vệ lời ca khúc của họ trước tòa án và Thượng viện Hoa Kỳ. Năm 1985, giọng ca Dee Snider của Twisted Sister được đề nghị bảo vệ ca khúc "Under the Blade" tại một phiên điều trần của Thượng viện Hoa Kỳ. Tại phiên điều trần, PMRC cáo buộc bài hát nói về khổ dâm và cưỡng hiếp. Snider thì đáp bài hát nói về ca phẫu thuật cổ họng của đồng đội trong ban nhạc. Năm 1986, Ozzy Osbourne bị kiện vì phần lời trong bài hát "Suicide Solution". Người đâm đơn kiện Osbourne là phụ huynh của John McCollum - cậu thiếu niên mắc chứng u sầu, được cho đã tự sát sau khi nghe bài hát của Osbourne. Osbourne không phải chịu trách nhiệm cho cái chết của cậu bé. Năm 1990, Judas Priest bị phụ huynh của hai thanh niên trẻ kiện ra tòa án Mỹ sau khi hai cậu kia nổ súng tự sát năm năm trước, chúng được cho là đã nghe câu nói kích thích ngầm "hãy làm đi" ("do it") trong bản cover bài "Better by You, Better than Me" của ban nhạc. Khi mà vụ án gây được sự chú ý lớn của giới truyền thông, thì cuối cùng nó lại bị bác bỏ. Năm 1991, cảnh sát Anh tịch thu các đĩa nhạc death metal của hãng thu âm Anh Earache Records, song "truy tố hãng này tội trữ đồ khiêu dâm không thành".
Ở một số quốc gia mà tín đồ Hồi giáo chiếm số đông, heavy metal chính thức bị lên án là mối đe dọa tới các giá trị truyền thông. Ở những nước như Ai cập, Maroc, Malaysia, và Liban, đã xảy ra những sự việc nhạc sĩ và người hâm mộ heavy metal bị bắt giữ và bỏ tù. Năm 1997, cảnh sát Ai Cập bắt giữ nhiều thanh thiếu niên mê nhạc metal, họ bị cáo buộc "thờ quỷ"và báng bổ sau khi cảnh sát phát hiện các đĩa nhạc metal trong khi lục soát nhà họ. Năm 2013, Malaysia cấm Lamb of God biểu diễn ở đất nước mình, với lý do "lời ca khúc của ban nhạc có thể được giải thích là vô cảm với tôn giáo" và báng bổ. Một số người xem nhạc heavy metal là yếu tố chính gây ra các chứng rối loạn sức khỏe tâm thần, và người hâm mộ heavy metal bị mắc bệnh tâm thần hơn, nhưng một nghiên cứu vào năm 2009 chỉ ra rằng điều này không đúng sự thật và người hâm mộ nhạc heavy metal bị mắc bệnh tâm thần với tỉ lệ bằng hoặc thấp hơn so với dân số nói chung.

### Thời trang và hình ảnh

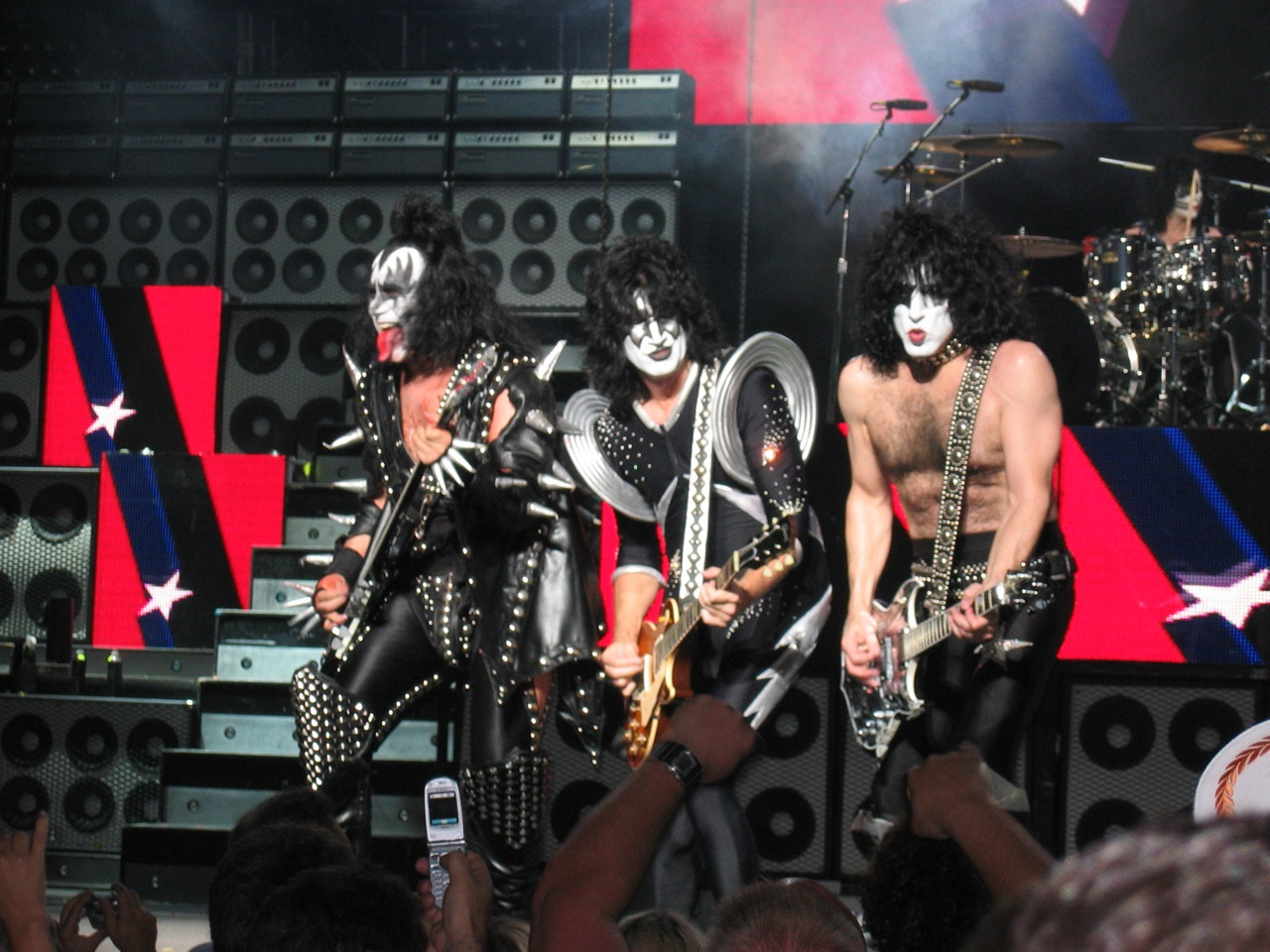
Kiss với tạo hình hóa trang biểu diễn vào năm 2004

Với nhiều nghệ sĩ và ban nhạc, diện mạo đóng vai trò lớn trong heavy metal. Ngoài mặt âm thanh và lời ca khúc, hình ảnh của một ban nhạc heavy metal được thể hiện trên bìa đĩa, logo, thiết kế sân khấu, quần áo, thiết kế nhạc cụ và video âm nhạc.
Tóc dài buông xõa là "đặc điểm phân biệt quan trọng nhất trong thời trang heavy metal". Với nguồn gốc từ tiểu văn hóa hippie, đến thập niên 1980 và 1990, kiểu tóc heavy metal "tượng trưng cho sự căm ghét, lo âu và vỡ mộng của một thế hệ dường như chưa từng cảm thấy như vậy ở nhà", theo nhà báo Nader Rahman. Tóc dài mang lại cho cộng đồng nhạc metal "sức mạnh mà họ cần để nổi loạn trước bất cứ điều gì nói chung".
Đồng phục truyền thống của người hâm mộ heavy metal gồm quần jean màu sáng, rách, sờn hoặc xanh dương nhạt, áo phông, ủng màu đen, áo khoác da màu đen hoặc bằng vải denim. Deena Weinstein viết: "Áo phông thường được in logo hoặc hình ảnh đại diện khác của những ban nhạc metal yêu thích." Ở thập niên, hàng loạt nguồn ảnh hưởng khác nhau từ punk rock và gothic đến phim kinh dị đã tác động đến thời trang nhạc metal. Nhiều nghệ sĩ biểu diễn nhạc metal ở thập niên 1970 và 1980 sử dụng nhạc màu sáng hoặc màu cơ bản để làm nổi bật diện mạo của họ trên sân khấu.
Thời trang và phong cách cá nhân đặc biệt quan trọng với các ban nhạc glam metal thời bấy giờ. Các nghệ sĩ biểu diễn thường để tóc dài, nhuộm hoặc xịt keo (do đó mới có biệt hiệu "hair metal"); trang điểm như son môi và kẻ mắt; mặc quần áo lòe lẹt, gồm áo sơ mi hoặc áo vest in họa tiết da báo và quần da, vải denim hoặc vải spandex bó; và đeo các phụ kiện như băng đô và trang sức. Với nghệ sĩ heavy metal X Japan khởi xướng vào cuối thập niên 1980, các ban nhạc trong trào lưu metal ở Nhật được gọi là visual kei, họ gồm nhiều nhóm nhạc không chơi dòng metal, song nổi bật với phục trang, tóc và trang điểm cầu kỳ.

### Động tác hình thể

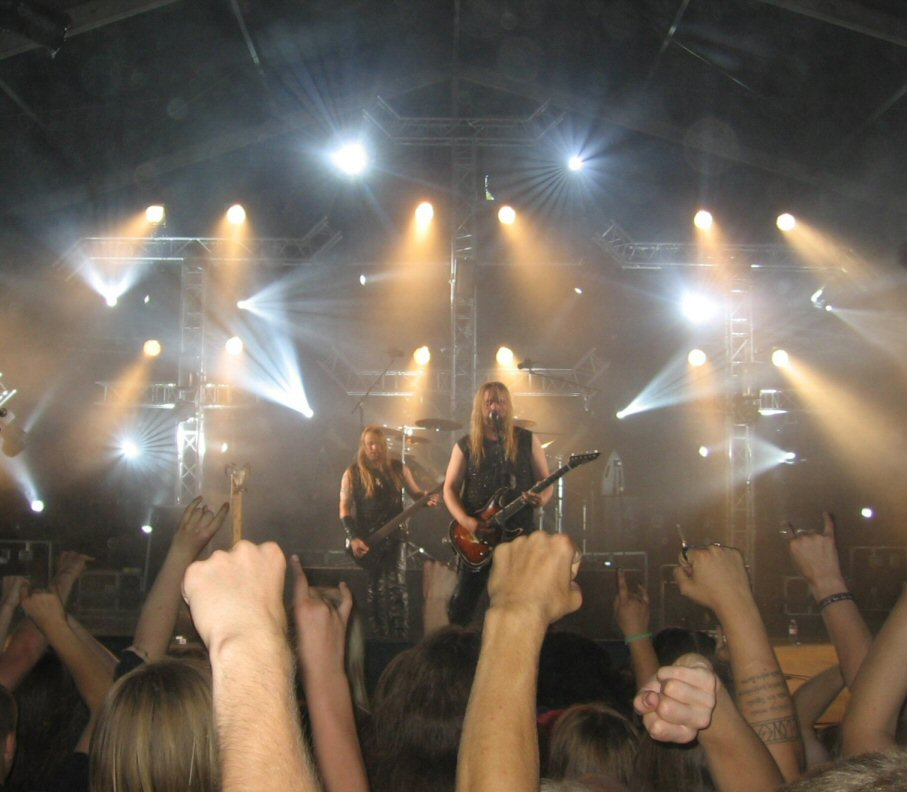
Người hâm mộ giơ nắm đấm và tạo "ký hiệu sừng" tại một buổi hòa nhạc của Metsatöll.

Khi biểu diễn trực tiếp, nhiều nhạc sĩ metal cũng như khán giả mà họ phục vụ biểu diễn cùng tham gia vào headbanging - động tác lắc lư đầu theo nhịp điệu, thường nổi bật bằng tóc dài. Il cornuto, hay "sừng quỷ" là động tác tay do giọng ca Ronnie James Dio phổ biến trong thời gian ông gắn bó với các ban nhạc Black Sabbath và Dio. Tuy Gene Simmons của Kiss tuyên bố mình là người đầu tiên làm động tác này ở bìa album Love Gun (1977), vẫn có những đồn đoán xem ai mới là người khởi xướng hiện tượng này.
Những người tham dự các buổi hòa nhạc metal không nhảy theo lối thông thường. Điều này được cho là do đối tượng khán giả của dòng nhạc đa phần là nam giới và "hệ tư tưởng dị tính cực đoan". Hai động tác chính được sử dụng là headbanging và giơ hai lòng bàn tay - vừa thể hiện sự thưởng thức nhạc vừa là động tác theo nhịp điệu. Biểu diễn guitar tưởng tượng trở nên phổ biến trong người hâm mộ nhạc metal ở các buổi hòa nhạc và nghe đĩa nhạc tại gia. Theo Deena Weinstein, các buổi hòa nhạc thrash metal có hai yếu tố chính mà các thể loại metal khác không có: nhảy moshing và stage diving - "được du nhập từ tiểu văn hóa punk/hardcore". Weinstein cho rằng những người tham gia nhảy moshing va người và xô đẩy nhau khi họ di chuyển theo một vòng tròn trong khu vực được gọi là "pit" gần sân khấu. Những người nhảy stage diving thì trèo lên sân khấu cùng ban nhạc rồi "nhảy xuống chỗ khán giả".

### Tiểu văn hóa hâm mộ
Một số người tranh luận rằng heavy metal đã tồn tại lâu hơn nhiều thể loại nhạc rock khác chủ yếu do sự có mặt của một tiểu văn hóa sôi nổi, có tính loại trừ và cực kỳ nam tính. Khi mà nhóm người hâm mộ metal chủ yếu là người trẻ, da trắng, nam giới và lao động chân tay, thì nhóm người này "khoan dung với những người nằm ngoài phần nhân khẩu chính của nhóm, song tuân theo các quy tắc về trang phục, ngoại hình và hành vi của nhóm". Sự đồng nhất với tiểu văn hóa này không chỉ được củng cố nhờ trải nghiệm đi dự hòa nhạc và chia sẻ yếu tố thời trang của nhóm, mà còn bởi sự đóng góp cho các tạp chí, và gần đây hơn là trang web nhạc metal. Đặc biệt, việc tham dự các buổi hòa nhạc trực tiếp được mệnh danh là "phép giao thiệp thiêng liêng nhất của heavy metal".
Giới nhạc metal được miêu tả là "tiểu văn hóa của sự cô lập" với quy tắc chính danh riêng. Quy tắc này đặt ra một số yêu cầu với những nghệ sĩ biểu diễn: họ phải thể hiện mình hoàn toàn tận hiến với âm nhạc và trung thành với tiểu văn hóa ủng hộ nhạc của họ; họ phải tỏ ra không bận tâm với sức hút của đại chúng và các bài hit phát thanh; và họ không bao giờ được phép "phản bội vì lợi ích tài chính". Deena Weinstein nhận định rằng với chính người hâm mộ, quy tắc này làm thúc đẩy "phản kháng trước quyền lực đã được định hình, và tách biệt khỏi phần còn lại của xã hội".
Nhạc sĩ kiêm nhà làm phim Rob Zombie nhận định: "Đa số bọn trẻ đến show của tôi dường như là những đứa thật giàu trí tưởng tự, với rất nhiều năng lượng sáng tạo mà chúng không biết phải xử lý ra sao" và nhạc metal là "âm nhạc lạc loài dành cho những kẻ lạc loài. Chẳng ai muốn là đứa trẻ lập dị hết; chỉ là bằng cách nào đó bạn lại trở thành trẻ lập dị thôi. Đại loại là vậy, nhưng với metal thì bạn có được tất cả những đứa trẻ lập dị tập trung ở một nơi." Các học giả nhạc metal lưu ý rằng người hâm mộ thường phân loại và phản đối một vài nghệ sĩ biểu diễn (và một bộ phận người hâm mộ khác) là "kẻ làm màu" (poseur) - họ là "những người giả vờ thuộc tiểu văn hóa, song thiếu sự cam kết và thành thật".

## Nguyên ngữ học
Nguồn gốc của thuật ngữ "heavy metal" trong âm nhạc hiện chưa rõ. Trong hàng thế kỷ, cụm từ được sử dụng trong hóa học và luyện kim. Ở những lĩnh vực đó, bảng tuần hoàn sắp xếp các nguyên tố của kim loại nhẹ và kim loại nặng (ví dụ như urani). Nhà văn phản kháng William S. Burroughs là người đầu tiên sử dụng thuật ngữ trong văn hóa đại chúng hiện đại. Cuốn tiểu thuyết The Soft Machine (1961) có đưa vào một nhân vật được gọi là "Uranian Willy, the Heavy Metal Kid". Cuốn tiểu thuyết tiếp theo của Burroughs có nhan đề Nova Express (1964), phát triển đề tài này, ông sử dụng "heavy metal" làm ẩn dụ cho thuốc gây nghiện: "Với thuốc kích thích, những căn bệnh chúng gây ra và dạng sống ký sinh phi giới tính của chúng—những người heavy metal của Thiên Vương Tinh bị bao phủ trong làn sương xanh mát lạnh của những tờ tiền bốc hơi—và những nhân vật côn trùng của hành tinh Minraud bằng nhạc metal." Lấy cảm hứng từ các tiểu thuyết của Burroughs, thuật ngữ được nhóm Hapshash and the Coloured Coat sử dụng trong tựa album Featuring the Human Host and the Heavy Metal Kids (1967) - đây được xem là trường hợp đầu tiên sử dụng cụm từ trong âm nhạc. Sau đó Sandy Pearlman chọn sử dụng cụm từ để miêu tả "phong cách nhôm về mặt ngữ cảnh và hiệu ứng" của nhóm the Byrds, đặc biệt ở album The Notorious Byrd Brothers (1968).
Nhà sử học metal Ian Christe miêu tả những thành phần cấu tạo nên thuật ngữ trong "lối nói của dân hippie": "heavy" gần như đồng nghĩa với "mạnh mẽ" hoặc "sâu sắc", còn "metal" chỉ một loại tâm trạng nhất định, áp đảo và nặng đô như với kim loại. Theo nghĩa này, từ "heavy" là yếu tố cơ bản trong từ lóng của dân beatnik và sau đó là của dân hippie thuộc văn hóa phản kháng, và ám chỉ đến "nhạc nặng" - thường có tiết tấu chậm hơn, các biến thể của nhạc pop tiêu chuẩn được khuếch đại hơn - trở nên phổ biến vào giữa thập niên 1960, ví dụ như liên hệ đến Vanilla Fudge. Đầu năm 1968, album đầu tay của Iron Butterfly có tựa đề Heavy được phát hành. Bài hát đầu tiên sử dụng từ "heavy metal" trong phần ca từ là bài hát "Born to Be Wild" của Steppenwolf - cũng được phát hành năm ấy: "I like smoke and lightning / Heavy metal thunder / Racin' with the wind / And the feelin' that I'm under".
Tài liệu đầu tiên ghi chép về cụm từ trong phê bình nhạc rock xuất hiện trong bài đánh giá abum Got Live If You Want It (1966) của the Rolling Stones do Sandy Pearlman chắp bút - được đăng trên tạp chí Crawdaddy vào tháng 2 năm 1967. Tuy nhiên ông sử dụng từ này để miêu tả về âm thanh thay vì thể loại nhạc: "Trong album này, the Stones chơi [âm thanh] metal. Công nghệ đang nằm trên cái yên xe - dưới dạng một lý tưởng và phương pháp." Một tài liệu nữa xuất hiện trong ấn bản của Rolling Stone ra mắt ngày 11 tháng 5 năm 1968, khi mà Barry Gifford viết về album A Long Time Comin' của ban nhạc người Mỹ Electric Flag: "Chẳng một ai nghe [nhạc của] Mike Bloomfield - bất kể là bật đĩa hay chơi nhạc - trong mấy năm qua có thể mong đợi điều này. Đây là thứ nhạc soul mới, tổng hợp của nhạc blues trắng và nhạc rock heavy metal." Trong ấn bản của Seattle Daily Times ra ngày 7 tháng 9 năm 1968, cây bút Susan Schwartz viết rằng the Jimi Hendrix Experience "sở hữu một âm thanh nhạc blues heavy-metal". Tháng 1 năm 1970, trong bài đánh giá tác phẩm Led Zeppelin II cho Village Voice, Lucian K. Truscott IV miêu tả phần âm thanh là "nặng" ("heavy") và đưa ra so sánh với Blue Cheer và Vanilla Fudge.
Những tài liệu khác lần đầu ghi chép về sử dụng cụm từ là các bài đánh giá của nhà phê bình Metal Mike Saunders. Trong số ra ngày 12 tháng 11 năm 1970 của ấn phẩm Rolling Stone, ông bình luận về một album ra mắt một năm trước của an nhạc người Anh Humble Pie: "Safe as Yesterday Is - sản phẩm đầu tiên của nhóm ở Mỹ - là minh chứng cho thấy Humble Pie có thể gây nhàm chán theo nhiều cách khác nhau. Ở [album này], họ là một ban nhạc dở chơi om sòm, không giai điệu và nặng về heavy metal với các phần om sòm và huyên náo chẳng phải bàn cãi. Có một vài ca khúc hay... và một đống rác khổng lồ." Ông miêu tả đĩa nhạc tự phát hành - sản phẩm mới nhất của nhóm là "hơn cả thứ rác rưởi heavy metal hạng 27".
Trong bài đánh giá album Kingdom Come của Sir Lord Baltimore trong số báo của Creem vào tháng 5 năm 1971, Saunders viết: "Sir Lord Baltimore dường như đã thành thục tất cả những chiêu trò heavy metal hay nhất trong sách." Nhà phê bình Lester Bangs của ấn phẩm Creem được ghi nhận là người phổ biến thuật ngữ qua những bài luận về các ban nhạc như Led Zeppelin và Black Sabbath vào đầu thập niên 1970. Suốt thập kỷ đó, một số nhà phê bình sử dụng từ "heavy metal" gần như để mang hàm ý bôi bác. Năm 1979, nhà phê bình âm nhạc John Rockwell của New York Times miêu tả "heavy-metal rock" theo cách hiểu của mình là "thứ nhạc kích động bạo lực chủ yếu dành cho những tâm trí bị ma túy che mờ". Trong một bài viết khác ông lại miêu tả cụm từ là "thổi phồng những điều cơ bản của nhạc rock một cách lỗ mãng, hấp dẫn các thanh thiếu niên da trắng".
"Downer rock" (do tay trống Bill Ward của Black Sabbath nghĩ ra) là một trong những thuật ngữ đầu tiên được dùng để miêu tả phong cách nhạc, và được áp dụng để chỉ các nghệ sĩ như Sabbath và Bloodrock. Tạp chí Classic Rock miêu tả văn hóa downer rock xoay quanh việc sử dụng Quaaludes và uống rượu. Về sau cụm từ bị thay thế thành "heavy metal".
Trước đó, khi "heavy metal" xuất phát một phần từ nhạc psychedelic rock nặng - hay còn gọi là acid rock, "acid rock" thường được sử dụng luân phiên với "heavy metal" và "hard rock". "Acid rock" thường miêu tả nhạc psychedelic rock nặng, thô ráp hoặc gay gắt. Chuyên gia âm nhạc học Steve Waksman bình luận: "đôi lúc, khác biệt giữa acid rock, hard rock và heavy metal có thể chẳng quá đáng kể", còn nghệ sĩ chơi bộ gõ John Beck định nghĩa "acid rock" là đồng nghĩa với hard rock và heavy metal.
Ngoài "acid rock", các thuật ngữ "heavy metal" và "hard rock" thường được sử dụng luân phiên, đặc biệt để chỉ các ban nhạc ở thập niên 1970 - thời gian mà những thuật ngữ này đa phần là đồng nghĩa. Ví dụ, ấn bản của Rolling Stone Encyclopedia of Rock & Roll (1983) có đoạn viết như sau: "Nổi bật với phong cách hard rock kích động gốc blues, Aerosmith là ban nhạc heavy metal hàng đầu của Mỹ ở giữa thập niên 70".
Tay bass Gene Simmons của Kiss bình phẩm: "Thuật ngữ 'heavy metal' đang tự hủy hoại mình... Khi tôi nghĩ tới heavy metal, tôi luôn nghĩ đến yêu tinh, người lùn, hoàng tử và công chúa độc ác. Rất nhiều tác phẩm của Maiden và Priest mới là những đĩa nhạc metal thực thụ. Tôi cam đoan là địa ngục chẳng nghĩ nhạc metal của Metallica hay Guns N' Roses là metal, hay Kiss là nhạc metal đâu. Metal chẳng liên quan đến việc mặt đất nứt ra và những chú lùn nhỏ cưỡi giống xuất hiện! Bạn biết đấy, như những đĩa nhạc dở của Dio vậy."

## Lịch sử thể loại

### Tiền thân: thập niên 1950 đến cuối thập niên 1960
Phong cách guitar tinh túy của heavy metal được xây dựng các đoạn riff nặng dùng distortion và hợp âm năm, có nguồn từ đầu thập niên 1950, với các nghệ sĩ guitar Memphis blues như Joe Hill Louis, Willie Johnson và đặc biệt là Pat Hare. Hare đã tái hiện được "âm thanh guitar điện cực kỳ mạnh mẽ, dữ dội hơn" trong các đĩa nhạc như "Cotton Crop Blues" (1954) của James Cotton. Những nguồn ảnh hưởng đầu tiên gồm các bản nhạc khí của Link Wray ở cuối thập niên 1950, đặc biệt là bài "Rumble" (1958); nhạc surf rock của Dick Dale đầu thập niên 1960, gồm cả bài "Let's Go Trippin'" (1961) và "Misirlou" (1962); và bản cover bài "Louie Louie" (1963) của The Kingsmen - tác phẩm trở thành tiêu chuẩn của garage rock.

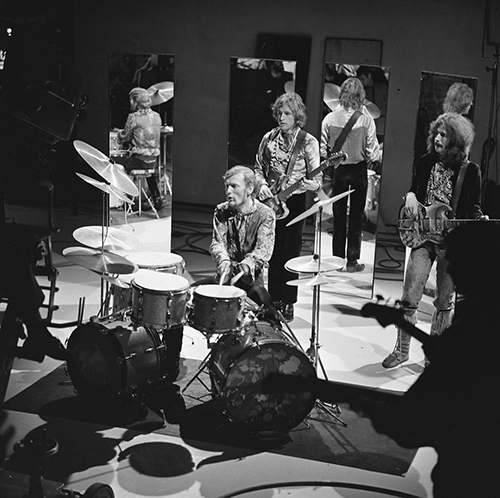
Cream biểu diễn trên chương trình Hà Lan Fanclub vào năm 1968

Tuy nhiên, tiền thân trực tiếp của dòng nhạc bắt đầu ở giữa thập niên 1960. Nhạc blues của Mỹ là nguồn ảnh hưởng lớn tới những nghệ sĩ rock Anh thời bấy giờ. Những ban nhạc như The Rolling Stones và The Yardbirds đã phát triển blues rock nhờ thu các bản cover của những ca khúc nhạc blues truyền thống, và họ thường tăng tiết tấu. Khi họ thể nghiệm với âm nhạc, các ban nhạc blues của Anh (và cả những nghệ sĩ người Mỹ chịu ảnh hưởng từ họ) đã phát triển những đặc trưng sau này của heavy metal (đặc biệt là thứ âm thanh ầm ĩ và sử dụng distortion). The Kinks đóng vai trò lớn trong việc phổ biến thứ âm thanh này bằng bài hit "You Really Got Me" (1964).
Bên cạnh Dave Davies của The Kinks, những nghệ sĩ guitar khác như Pete Townshend của The Who và Jeff Beck của The Yardbirds thử nghiệm với hiệu ứng feedback. Trong khi phong cách chơi trống của blues rock bắt đầu chủ yếu là nhịp shuffle đơn giản trên những chiếc trống nhỏ, các tay trống bắt đầu sử cách tiếp cận mạnh mẽ, phức tạp và ầm ĩ hơn, và tiếng trống của họ có thể nghe được so với tiếng guitar ngày càng ầm ĩ. Tương tự, những giọng ca đã điều chỉnh kỹ thuật và tăng cường phụ thuộc vào âm lượng to hơn, họ thường thể hiện màu sắc cách điệu và giàu tính kịch hơn. Về mặt âm lượng tuyệt đối (sheer volume), đặc biệt là các buổi trình diễn trực tiếp, cách tiếp cận "bigger-louder-wall-of-Marshall" của The Who là nền tảng cho sự phát triển của âm thanh heavy metal sau này.
Sự kết hợp giữa thứ nhạc blues rock nặng và ầm ĩ với psychedelic rock và acid rock đã tạo nên phần lớn nền tảng đầu tiên của heavy metal. Biến thể (hay tiểu thể loại) của psychedelic rock (thường được gọi là "acid rock") đặc biệt giàu sức ảnh hưởng trong heavy metal và sự phát triển của dòng nhạc. Acid rock thường được định nghĩa là biến thể psychedelic rock nặng hơn, ầm ĩ và gay gắt hơn, hoặc là mặt cực hạn hơn của thể loại psychedelic rock. Acid rock thường mang âm thanh chú trọng guitar, sử dụng nhiều distortion, ầm ĩ và ngẫu hứng. Acid rock thường được miêu tả là psychedelic rock ở hình thái "thô ráp và dữ dội nhất", chú trọng vào âm sắc nặng hơn - gắn liền với cả hai thái cực tích cực và tiêu cực của trải nghiệm thức thần, thay vì chỉ có mặt bình yên của sự thức thần. Trái ngược với loại nhạc pop psychedelic rock bất thường hoặc bình yên hơn, các ban nhạc garage acid rock như 13th Floor Elevators là minh chứng tiêu biểu cho thứ âm thanh psychedelic rock hối hả, nặng hơn, u tối và loạn thần hơn, được gọi là acid rock. Đặc trưng của thứ âm thanh ấy là  các đoạn guitar riff sử dụng drone, feedback của âm ly, và distortion của guitar, trong khi âm thanh của 13th Floor Elevators đặc biệt có cả tiếng hát kêu chói ti và phần lời ca khúc "đôi khi mất trí". Frank Hoffman lưu ý: "Đôi khi [Psychedelic rock] được gọi là 'acid rock'. Nhãn 'acid rock" được dùng để biến thể hard rock nhịp mạnh thình thịch, được phát triển từ trào lưu garage-punk ở thập niên 1960. ... Khi nhạc rock bắt đầu quay lại với âm thanh mềm mỏng, hướng sang nhạc roots ở cuối năm 1968, thì các ban nhạc acid-rock lại chuyển mình thành các nghệ sĩ heavy metal."
Một trong những ban nhạc giàu sức ảnh hưởng nhất khi tạo ra sự kết hợp psychedelic rock và acid rock với thể loại blues rock là nhóm tam tấu rock người Anh Cream. Họ đã tạo nên thứ âm thanh nặng trịch, dữ dội từ các đoạn riff đồng âm giữa nghệ sĩ guitar Eric Clapton và nghệ sĩ bass Jack Bruce, cũng như tiếng trống double bass của Ginger Baker. Hai đĩa LP của nhóm gồm Fresh Cream (1966) và Disraeli Gears (1967) được xem là nguyên mẫu thiết yếu cho phong cách tương lai của heavy metal. Album đầu tayAre You Experienced (1967) của The Jimi Hendrix Experience cũng cực kỳ giàu sức ảnh hưởng. Kỹ thuật siêu hạng của Hendrix được nhiều nghệ sĩ guitar bắt chước theo, còn "Purple Haze" (đĩa đơn thành công nhất trong album) được một số người xem là bài hit heavy metal đầu tiên. Vanilla Fudge (từng ra mắt album đầu tiên cũng trong năm 1967) vừa được được xem là "một trong số ít nhóm của Mỹ liên kết giữa thức thần (psychedelia) và chất liệu sẽ trở thành heavy metal," vừa được coi là nhóm nhạc heavy metal đời đầu của Mỹ. Ở album đầu tay trùng tên, Vanilla Fudge đã tạo nên "các phần chuyển soạn ầm ĩ, nặng và chậm rãi" của những bài hit đương thời, thổi luồng sinh lực dữ dội vào những bài hát này thành "những mảng miếng hoành tráng" và "tắm chúng trong một làn sương siêu thực có dùng distortion".
Ở cuối thập niên 1960, nhiều ca sĩ hát psychedelic (như Arthur Brown) bắt đầu tạo nên những tiết mục lạ lẫm, nặng tính kịch và thường có tính ghê rợn - tác động đến nhiều nghệ sĩ metal. Ban nhạc psychedelic rock người Mỹ Coven (từng diễn mở màn cho các nghệ sĩ heavy metal gây sức ảnh hưởng đầu tiên như Vanilla Fudge và the Yardbirds) đã tự nhập vai thành những người thực hành thuật phù thủy hoặc phép thuật đen, họ sử dụng phần hình ảnh tối màu (satan hoặc thần bí học) trong lời ca khúc, bìa album và các tiết mục biểu diễn trực tiếp - gồm cả những lễ nghi kịch nghệ "Satanic rites". Album đầu tay Witchcraft Destroys Minds & Reaps Souls (1969) của Coven sử dụng hình ảnh những chiếc đầu lâu, tà lễ, thánh giá ngược và tôn thờ Satan. Cả hai bìa album và các màn trình diễn trực tiếp của ban nhạc đã đánh dầu lần đầu tiên xuất hiện ký hiệu sừng trong nhạc rock - về sau trở thành động tác tối quan trọng trong văn hóa heavy metal. Những ảnh hưởng lên mặt ca từ và mang màu sắc giai điệu lên heavy metal nhanh chóng bị lu mờ bởi thứ âm thanh u tối và nặng trịch của Black Sabbath.

### Nguồn gốc: cuối thập niên 1960 và đầu thập niên 1970s

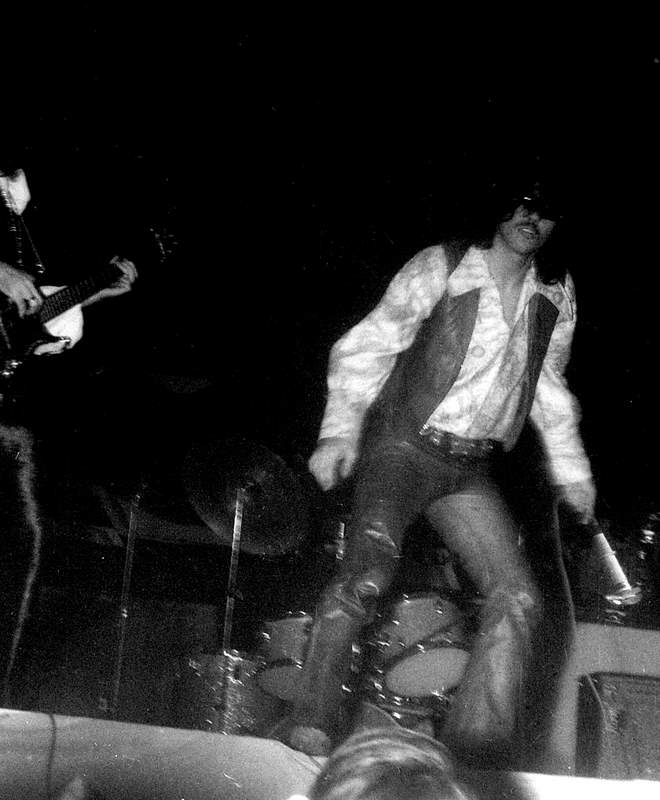
John Kay của nhóm Steppenwolf

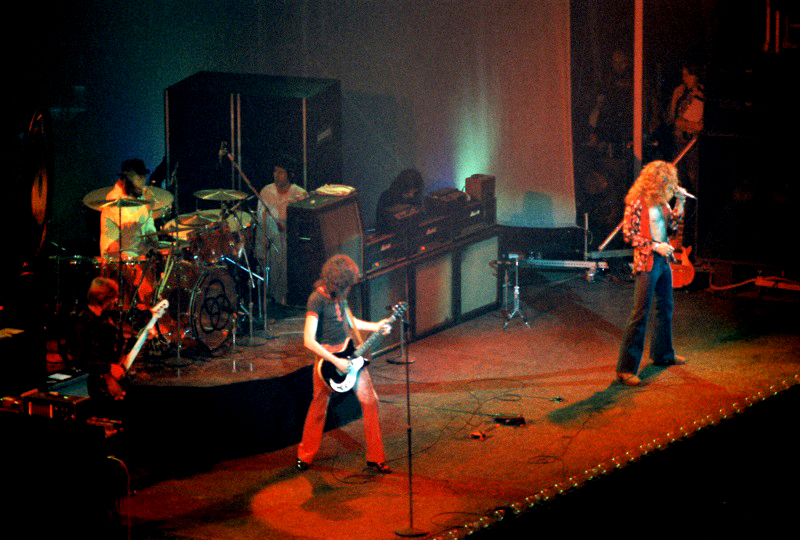
Led Zeppelin biểu diễn tại Sân vận động Chicago vào tháng 1 năm 1975

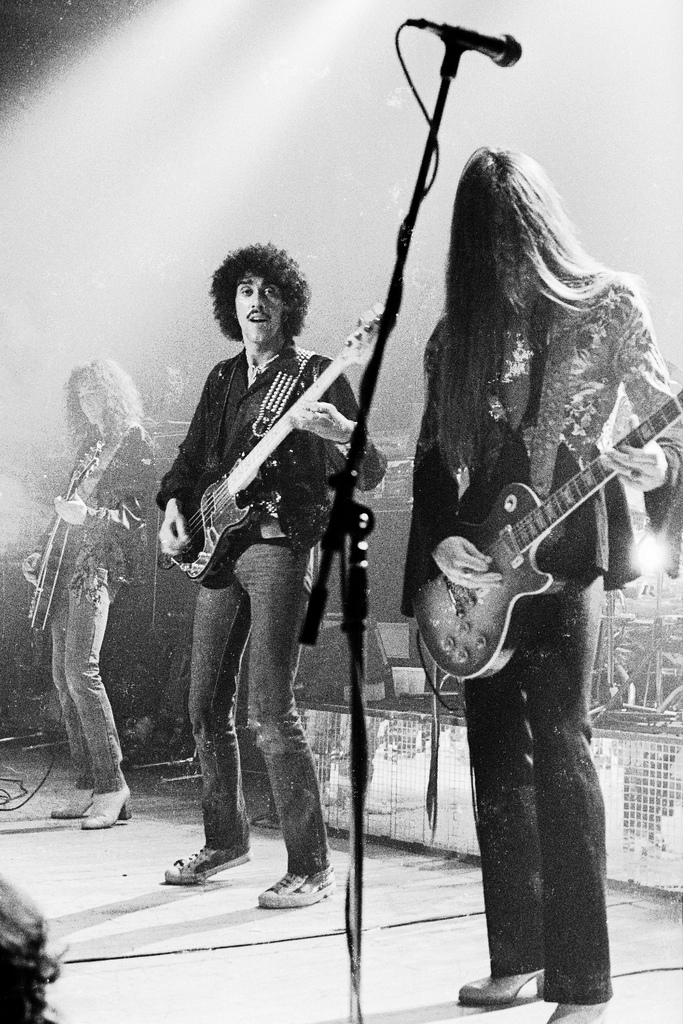
Brian Robertson, Phil Lynott và Scott Gorham của Thin Lizzy biểu diễn trong Bad Reputation Tour, ngày 24 tháng 11 năm 1977

### Thị trường đại chúng: cuối thập niên 1970 và thập niên 1980

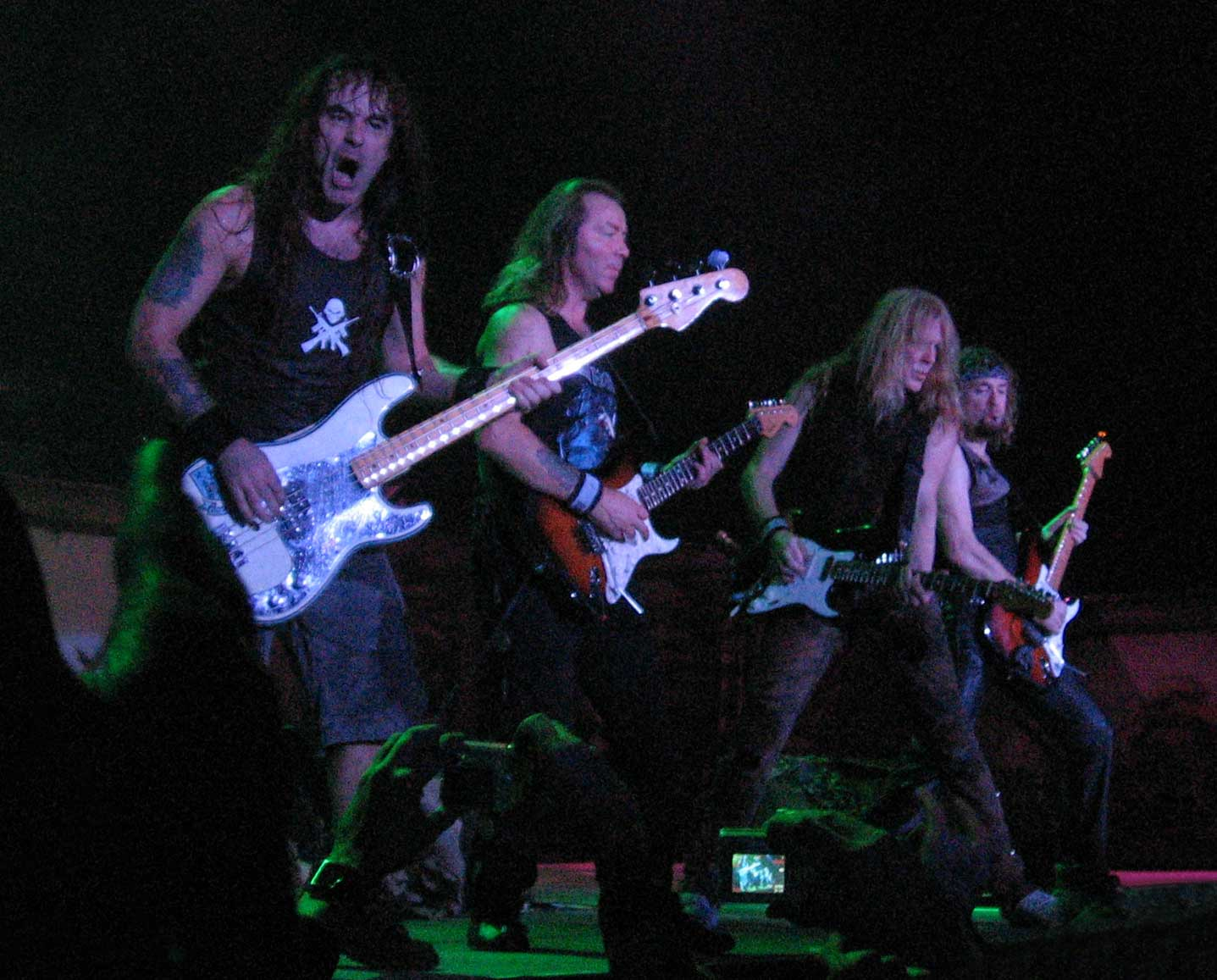
Iron Maiden, một trong những ban nhạc tâm điểm trong Làn sóng mới của heavy metal Liên hiệp Anh

### Những tiểu thể loại heavy metal khác: thập niên 1980, 1990 và 2000

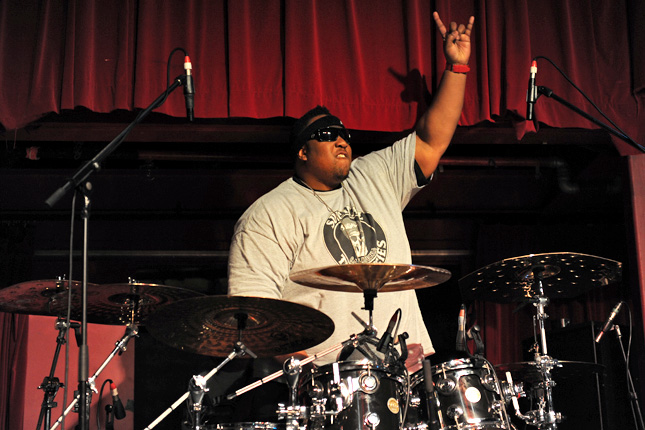
Tay trống Eric Moore của ban nhạc crossover thrash Suicidal Tendencies

#### Thrash metal

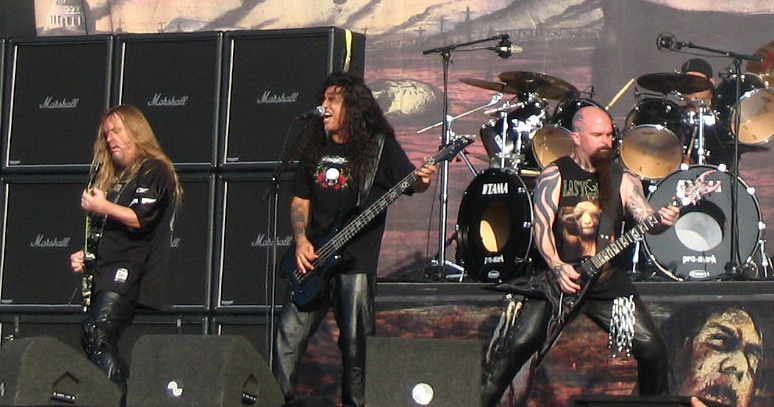
Ban nhạc thrash metal Slayer biểu diễn vào năm 2007 trước một bức tường chất chồng loa

#### Death metal

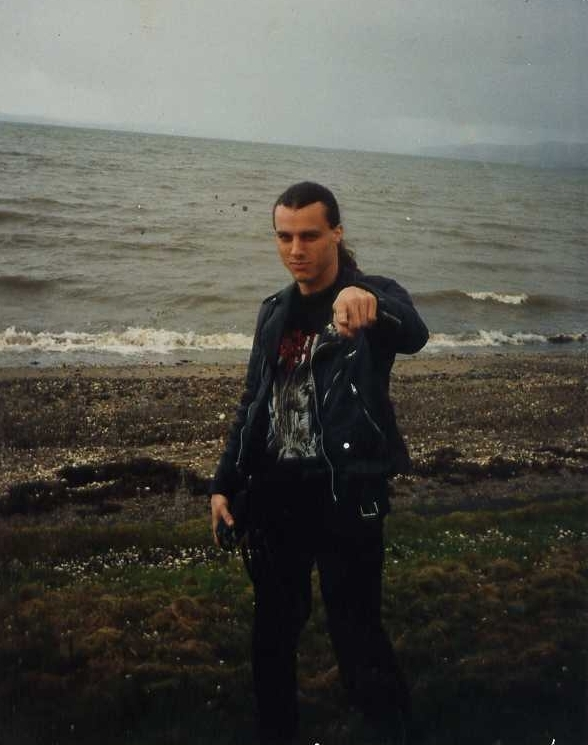
Chuck Schuldiner của Death "được nhiều người xem là cha đẻ của death metal"